# Frozen (película de 2005)
Frozen es una película británica de suspenso psicológico dirigida por Juliet McKoen. Cuenta con la actuación de Shirley Henderson, Roshan Seth y Ger Ryan. Ambientada en Fleetwood, en la costa de Fylde, en el noroeste de Inglaterra, se filmó en la ciudad y sus alrededores, y también en Escocia y Suecia . Es una historia que tiene al espectador indeciso sobre si es una historia de fantasmas o un misterio de asesinato hasta los momentos de clímax finales. 

## Trama
La película se desarrolla dos años después de la desaparición de la hermana mayor de Kath Swarbrick, Annie. Kath está obsesionada por la desaparición de Annie y continúa investigando por su cuenta. Al descubrir algunas imágenes extrañas de CCTV, parece perder el control de la realidad. Sus amigos y colegas están preocupados por su cordura y le piden que se detenga. 
Se siente motivada cuando descubre que tiene visiones recurrentes de Annie en un paisaje de otro mundo, que en realidad es el estuario del río Wyre en la bahía de Morecambe, después de visitar la última ubicación donde su hermana fue vista. Kath comienza a preguntarse si esto es una pista, una advertencia o un vistazo a la vida después de la muerte. 

## Reparto
- Shirley Henderson como Kath Swarbrick.
- Roshan Seth como Noyen Roy.
- Ger Ryan como Elsie.
- Richard Armitage como Steven.
- Sean Harris como Frank "el Huracán".
- Ralf Little como Eddie.
- Lyndsey Marshal como Tracey.
- Jamie Sives como Jim.
- Shireen Shah como Vellma.
- Rebecca Palmer como Irene.
- Karl Johnson como Bill el Guardacostas.
- George Costigan como PC Pike.
- Erin Byrne como "el bebé" Josh.

## Premios y nominaciones
Frozen ganó el premio a la mejor película en el Festival de Cine de Dubrovnik, el Premio de la Audiencia de la BBC en el Festival de Cine de la Commonwealth de 2005, y fue nominada al Premio BAFTA de Escocia por el Premio del Público. La actuación de Shirley Henderson obtuvo el Premio BAFTA de Escocia a la Mejor Actriz en una Película Escocesa, así como la categoría de Mejor Actriz en el Festival Internacional de Cine de Marrakech de 2005 y el Festival de Cine Irlandés y Británico Cherbourg-Octeville de 2006, y también una Mención Especial en el Festival Internacional de Cine de Mujeres de Créteil.